# L'amore è (Syria)
L'amore è è il brano con il quale la cantante romana Syria ha partecipato al Festival di Sanremo 2003, classificandosi quinta.
Il brano, scritto per Syria da Jovanotti, viene successivamente inserito nella nuova edizione dell'album Le mie favole, pubblicato in precedenza nel 2002.
Il video musicale ufficiale del brano è stato diretto da Gaetano Morbioli ed è ispirato al film The Blues Brothers.

## Premi
- Il singolo ha vinto il Premio limone d'oro durante il Radionorba Battiti Live a Taranto il 17 agosto 2014. Il premio è stato consegnato da Maddalena Corvaglia

## Tracce
1. L'amore è (need you tonight)
2. L'amore è - remix
3. Il cielo sopra Parigi

## Classifiche
| Paese  | Posizione raggiunta |
| ------ | ------------------- |
| Italia | 24                  |